# 古生子嚢菌
古生子嚢菌(Archiascomycetes)は、原始的な子嚢菌の一群で、タフリナや分裂酵母などが含まれるものとして提案されたものである。現在は認められていないので、以下の記述は過去のものである。新しい知見については最下を参照。

## 概要
この類は、かつては半子嚢菌類(Hemiascomycetes)に含めた群である。子実体を作らずに子嚢を形成する点では共通する。それ以外の特徴についてはこのほかの群も含め、各群さまざまなのである。大まかには酵母型のもの、やや菌糸を発達させるもの、立派な菌糸体を作るものなどである。それらを子のう菌類中で最も原始的なものと見なして半子嚢菌綱としたのであるが、分子遺伝学的情報から、その中に大きな別系統のものが含まれると判断され、また生活環などの特徴に重要な差があることから、区別されたものである。分類学的な位置付としては綱に当たる。

## 特徴
ここに分離されたものはほとんどが子嚢菌類であるが、子実体を形成せず、酵母状か、酵母に近い性質の菌糸体を形成するものである。ただしヒメカンムリタケをこれに含めると、これが唯一の子実体を形成する群となる。
主なものは分裂酵母とタフリナである。前者はいわゆる酵母型の生物で、後者はやや菌糸を発達させる植物寄生菌である。これらは形態的特徴としては残りの半子嚢菌類と掛け離れたものではない。しかし生活環の点ではかなり重要な差がある。一般の子嚢菌と同様、半子嚢菌類の栄養体は単相であり、接合して複相になると、すぐに減数分裂を行って子嚢胞子を形成する。より高等な子のう菌類ではその間に二核菌糸的なものを形成する場合もあるが、それは子実体内部に限られ、いずれにしても複相の期間は子のう形成の間のみである。
これに対して、タフリナでは栄養体に明確な単相世代と二核世代の区別がある。また、分裂酵母の場合、接合した細胞では核融合が行われるが、そのまま細胞は分裂を続けるので、複相世代があることになる。このように、生活環の上でこれらは独特の性質を持っていると言える。持続的な二核相を持つのは、元来は担子菌の特徴と考えられてきた。

## 経過
上記のようにこの群に属する菌群の主たる部分は、元来は半子嚢菌類に含まれていたものである。それらは子嚢菌類の中で原始的な群と考えられていた。そんな中、特にタフリナは担子菌類との関係があることが推定され、子嚢菌と担子菌の分岐点に近い位置にあるとの判断もあった。そんな中、杉山純多らがサイトエラ属 Saitoella の分類上の位置をrDNAの配列などを用いて研究して、これとタフリナが、半子嚢菌を含むその他の子嚢菌すべてに対して姉妹群をなすとの結論を得た。これを契機に見直しが進み、子嚢菌の系統樹の細基層から分枝した群としてまとめられたのがこの群である。

## 分類
子嚢菌類の分類体系全体が大きく揺れているため、この類についても諸説ある。分子系統的な証拠はあるものの、形態的、あるいは生化学的特徴においては多様であり、このまとまりを疑問視する向きもある。しかし、おおよそ以下の群がここに含まれると見られる。
これらの内でブンレツコウボはモデル生物としてもよく知られる。タフリナは植物寄生菌である。プロトミケス類も植物寄生菌であるが、タフリナほどは多くは知られていない。サイトエラ属は担子菌酵母に似た酵母、カリニ肺炎菌　Pneumocyctisは哺乳類の寄生者であるが、この類との関係があるとの説がある。
古生子嚢菌綱　Archiascomycetes
- タフリナ目 Taphrinales
  - タフリナ科 Taphrinaceae
    - タフリナ属 Taphrina

  - プロトミケス科
    - Protomyces,Burenia,Protomycopsis,Taphridium,Volkartia
- ブンレツコウボ目 Schizosaccharomycetales
  - ブンレツコウボ科 Schizosaccharomycetaceae
    - ブンレツコウボ Schizosaccharomyces
- ヒメカンムリタケ目 Neolectales
  - ヒメカンムリタケ科 Neolectaceae
- プネウモキスチス目 Pneumocystisidales
  - プネウモキスチス科 Pneumocystidaceae
    - プネウモキスチス　Pneumocyctis

所属不明：サイトエラ属　Saitoella
ただし、子嚢菌類の分類体系は分子系統の発展によって大きく見直されることになった。2010年代では、これらの多くはタフリナ菌亜門に含められて、複数の綱に分けられている。